# FC Internațional Curtea de Argeș
Internațional Curtea de Argeș a fost un club de fotbal din orașul Curtea de Argeș. A fost fondat în anul 2000 și s-a desființat în 2011.

## Istoric
FC Internațional Curtea de Argeș a fost fondat în anul 2000 de omul de afaceri Ion Lazăr, numindu-se atunci FC Internațional Pitești. A activat în Divizia C încă din primul an al existenței sale. La sfârșitul turului din sezonul 2000-2001 echipa se afla la 11 puncte distanță de ocupanta primului loc, Minerul Motru. Piteștenii au reușit însă promovarea, terminând campionatul pe locul 1, la egalitate de puncte cu Minerul. În sezonul 2001-2002 Internațional a evoluat în seria a doua a Diviziei B. Ocuparea locului 5 a coincis cu cea mai mare performanță din istoria clubului. Au urmat alți trei ani în Divizia B echipa având următoarele clasări: locul 11 în sezonul 2002-2003, 8 în 2003-2004 și 13 în 2004-2005. În anul 2004 accede în șaisprezecimile Cupei României, unde este învinsă de FCM Bacău. Începând cu anul 2005 a urmat o pauză de doi ani, iar în sezonul 2007-2008 echipa și-a reluat activitatea în seria a patra din Liga a III-a. A promovat în Liga a II-a, iar pe 6 iunie 2009 echipa a reușit să promoveze în Liga I.La finalul sezonului 2009-2010 echipa a reușit cea mai mare performanță din istorie, clasarea pe locul 12 în Liga I. Tot în acest an, echipa s-a retras din Liga I din motive necunoscute. Echipa a fost înscrisă în Liga a IV-a în sezonul competițional 2010-2011, dar la sfârșitul turului echipa a fost desființată din cauza unor datorii față de FC Farul Constanța.

## Stadion
Internațional Curtea de Argeș își disputa meciurile din Liga a III-a pe Stadionul Municipal din oraș. În Liga a II-a a jucat pe Stadionul Ștrand din Pitești, iar în Liga I pe Stadionul Orășenesc din Mioveni și pe Stadionul Nicolae Dobrin.

## Palmares
- Cupa României:
  - Optimi de finală: 2008-2009

- Liga a II-a:
  - Locul 2: 2008-2009
  - Locul 5: 2001-2002

- Liga a III-a:
  - Câștigătoare: 2000-2001, 2007-2008